# Tom Glynn-Carney
Tom Glynn-Carney (Salford, 7 de febrero de 1995) es un actor y cantante británico. Ha aparecido en la película de guerra Dunkerque (2017) de Christopher Nolan, Tolkien, The King y Rialto (2019), y como Aegon II Targaryen en House of the Dragon (2022).
Glynn-Carney es también vocalista principal de la banda independiente Sleep Walking Animals.

## Vida y carrera
Tom Glynn-Carney nació el 7 de febrero de 1995 en Salford, Manchester, Inglaterra. Es hijo de Jane Glynn-Whitehead y Dave Glynn-Whitehead. Tiene una hermana menor llamada Molly Glynn-Whitehead. 
Glynn-Carney estudió en Canon Slade School en Bolton,  y luego Teatro Musical en Pendleton College of Performing Arts, recibiendo una triple estrella en artes escénicas; la más alta para una calificación vocacional.  Asistió también a la Guildhall School of Music and Drama ,  donde estudió actuación.
Mientras estudiaba, participó en adaptaciones teatrales profesionales de Peter Pan y Macbeth . 
Su primera experiencia en televisión fue en 2013 cuando tuvo un papel en dos episodios de Casualty.  Consiguió un papel principal en el drama militar de la BBC The Last Post, lanzado como parte del contenido de la nueva temporada de otoño de 2017 en BBC1. Interpreta al Lance Corporal Tony Armstrong. 
Desde abril de 2017, Glynn-Carney interpretó a Shane Corcoran en la obra de Jez Butterworth The Ferryman,  que se estrenó en el Royal Court Theatre.  Más tarde se transfirió con la producción al West End en el Teatro Gielgud, dejando la producción en octubre de 2017. Tom ganó el premio al talento emergente en los premios Evening Standard Theatre por su actuación. 
La primera presentación de Glynn-Carney al público estadounidense fue en el drama bélico Dunkerque,  dirigido por Christopher Nolan y estrenado en julio de 2017.  Interpreta a Peter, el hijo del capitán de un bote pequeño que navegó para rescatar a los soldados británicos de la ciudad rodeada de Dunkerque. 
En 2018, Tom fue nombrado Stars of Tomorrow de Screen International, junto con Naomi Ackie, Jessie Buckley y Connor Swindells, entre otros. 
En 2019, interpretó a Henry "Hotspur" Percy en la película de David Michôd The King  en un elenco que incluye a Robert Pattinson , Sean Harris, Timothée Chalamet y Lily-Rose Depp . 
En marzo de 2022, Tom se unió al elenco de House of the Dragon,  donde interpreta al príncipe Aegon Targaryen;  hijo primogénito del rey Viserys, interpretado por Paddy Considine, y Alicent Hightower interpretada por Olivia Cooke.  También ha aparecido en la miniserie de la BBC SAS: Rogue Heroes , que se estrenó a finales de octubre de 2022. A finales de 2022, fue elegido para The Book of Clarence. 
Glynn-Carney es vocalista principal de la banda independiente Sleep Walking Animals.

## Filmografía
| Año  | Producción           | Personaje             | Notas |
| ---- | -------------------- | --------------------- | ----- |
| 2017 | Dukerque             | Peter Dawson          |       |
| 2019 | Tolkien              | Christopher Wiseman   |       |
| 2019 | The king             | Henry "Hotspur" Percy |       |
| 2019 | Rialto               | Jay                   |       |
| 2023 | The Book of Clarence | Decimus               |       |

| Año           | Producción            | Personaje                | notas                       |
| ------------- | --------------------- | ------------------------ | --------------------------- |
| 2013          | Casuality             | Jorge Thorne             | 2 episodios                 |
| 2017          | La última publicación | Antonio "Tony" Armstrong | Rol principal               |
| 2018          | hacer dinero          | sean                     | película de televisión      |
| 2021          | Domina                | joven gayo               | 2 episodios                 |
| 2022-presente | La Casa del Dragón    | Aegon II Targaryen       | Rol principal, 10 episodios |
| 2022          | SAS: Héroes rebeldes  | Michael "Mike" Sadler    |                             |
| 2022          | efímeras              | tully joven              | Drama en dos partes         |

## Teatro
| Año  | Producción                          | Personaje      | Teatro                                   |
| ---- | ----------------------------------- | -------------- | ---------------------------------------- |
| 2017 | el barquero                         | shane corcoran | Teatro de la Corte Real / Teatro Gielgud |
| 2022 | La colección de animales de cristal | Tom Wingfield  | Teatro del Duque de York                 |

## Premios y nominaciones
| Año  | Premios                                | Categoría                                   | Producción                         | Resultado |  |
| ---- | -------------------------------------- | ------------------------------------------- | ---------------------------------- | --------- |  |
| 2017 | Premios de teatro estándar de la tarde | Premio Talento Emergente                    | el barquero                        | Ganado    |  |
| 2018 | pantalla internacional                 | estrellas del mañana                        | Carrera destacada hasta el momento | Ganado    |  |
| 2019 | Premio Drama Desk                      | Mejor actor destacado en una obra de teatro | el barquero                        | Ganado    |  |